# عبد العزيز الفرج
عبد العزيز حسن الفرج (مواليد 23 يونيو 2003) هو لاعب كرة قدم سعودي يلعب حاليًا في نادي الطائي معار من نادي النصر.

## مسيرة اللاعب
بدأ مع نادي النصر وأعير إلى نادي الطائي في عام 2024.

## وصلات خارجية
عبد العزيز الفرج على موقع قاعدة بيانات كرة القدم.إي يو (الإنجليزية)
- عبد العزيز الفرج على موقع Soccerway.com (الإنجليزية)